# Valencia de Cerro Gordo
Valencia de Cerro Gordo är en ort i Mexiko.   Den ligger i kommunen Salamanca och delstaten Guanajuato, i den centrala delen av landet, 240 km nordväst om huvudstaden Mexico City. Valencia de Cerro Gordo ligger 1 742 meter över havet och antalet invånare är 1 591.
Terrängen runt Valencia de Cerro Gordo är platt söderut, men norrut är den kuperad. Terrängen runt Valencia de Cerro Gordo sluttar söderut. Runt Valencia de Cerro Gordo är det tätbefolkat, med 266 invånare per kvadratkilometer. Närmaste större samhälle är Salamanca, 11,9 km väster om Valencia de Cerro Gordo. Trakten runt Valencia de Cerro Gordo består till största delen av jordbruksmark.